# Laao
Laao (Lao, Lau, Law) fou una regió al Futa, a la zona del riu Senegal a la frontera amb Mauritània.
Lao fou fundat al segle xviii per toorobes dirigits per Tafsirou Amadou Hamat cap del clan Wane. A la part alta de l'escala social dels homes lliures se situen els toorobes (també torrobes, singular torrodo) que era la casta noble o marabútica, i que va formar la major part de la població de Laao. La resta dels homes lliures inferiors eren els diawanbés (singular diawando) que formaran la cort de l'almamy de Futa Toro; aquesta casta va poblar principalment Thiélol. Cadascuna d'aquestes castes va tenir un llinatge dirigent: els Daff i els Wane; el clan Daff tenia com a cap a Tierno Seddik i el Wane a Tafsirou Hamat. Els dos caps van fundar Thiélol i Lao amb només 10 anys de diferència durant el regnat del Salitigi Souley N' Diaye.
El 1872 Laao va signar un tractat de pau i amistat amb Irlabe a Alkabedié (prop de Galoua). El setembre de 1876 Bra Madiyu va fer ràtzies contra Laao. Laao es va independitzar de l'imamat el 1877 i va demanar el protectorat francès que li fou acordat. El 1879 els francesos van instal·lar el telègraf entre Laao i Irlabe.